# Maison-Rouge
Maison-Rouge ist eine französische Gemeinde im Département Seine-et-Marne in der Île-de-France. Sie gehört zum Kanton Provins im Arrondissement Provins. Sie grenzt im Nordwesten an Châteaubleau, im Norden an Vieux-Champagne, im Nordosten an Chenoise-Cucharmoy, im Osten an La Chapelle-Saint-Sulpice, im Südosten an Saint-Loup-de-Naud, im Süden an Lizines, im Südwesten an Sognolles-en-Montois und im Westen an Vanvillé.
Maison-Rouge wird von der Route nationale 19 tangiert. Neben der Hauptsiedlung gehören zur Gemeindegemarkung auch die Weiler Landoy und Courtevroust.

## Bevölkerungsentwicklung
| Jahr      | 1962 | 1968 | 1975 | 1982 | 1990 | 1999 | 2008 | 2013 |
| --------- | ---- | ---- | ---- | ---- | ---- | ---- | ---- | ---- |
| Einwohner | 391  | 423  | 426  | 468  | 599  | 693  | 831  | 892  |

## Sehenswürdigkeiten
Siehe auch: Liste der Monuments historiques in Maison-Rouge
- Kirche St-Martin (Monument historique)
- Kirche St-Augustin

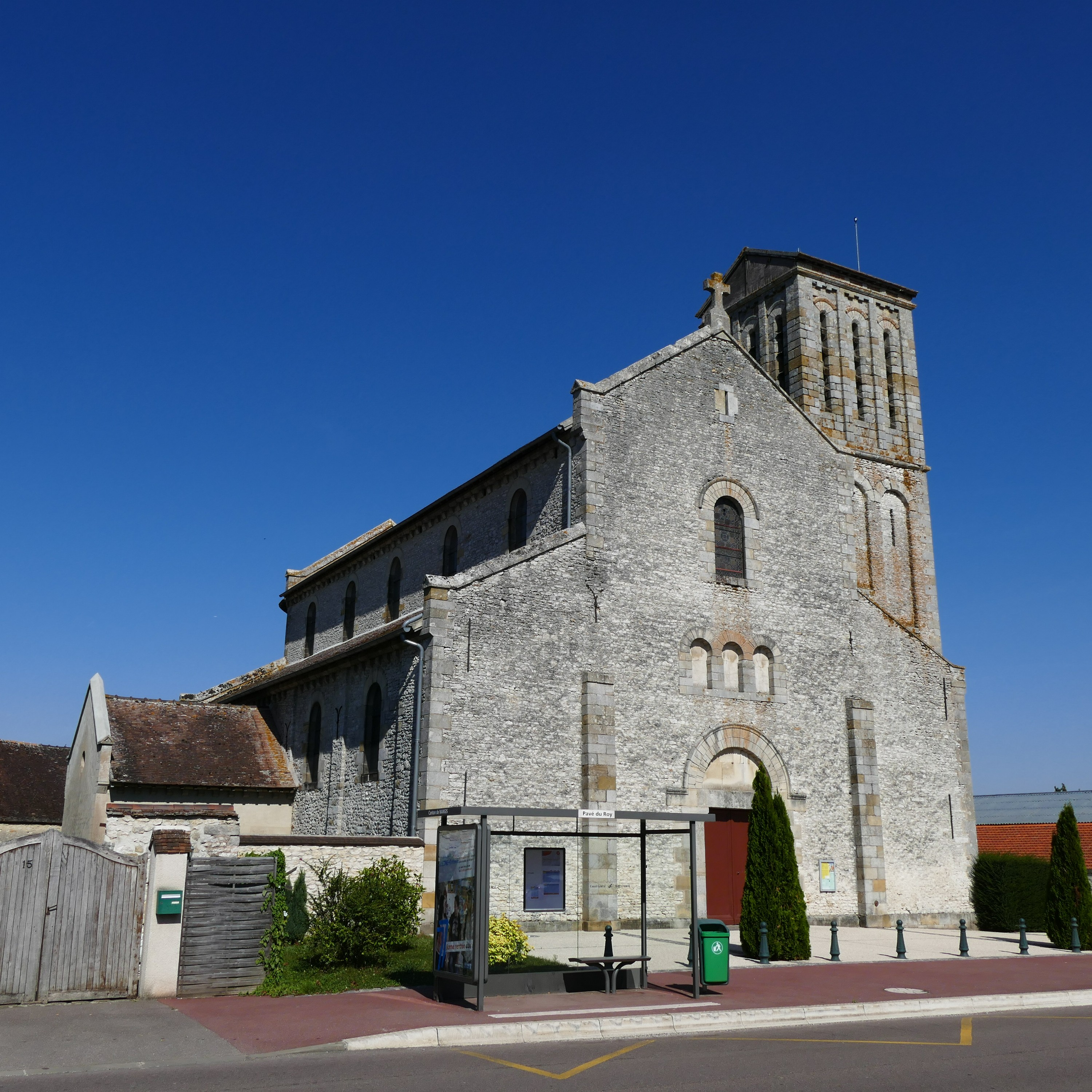
Kirche Saint-Augustin
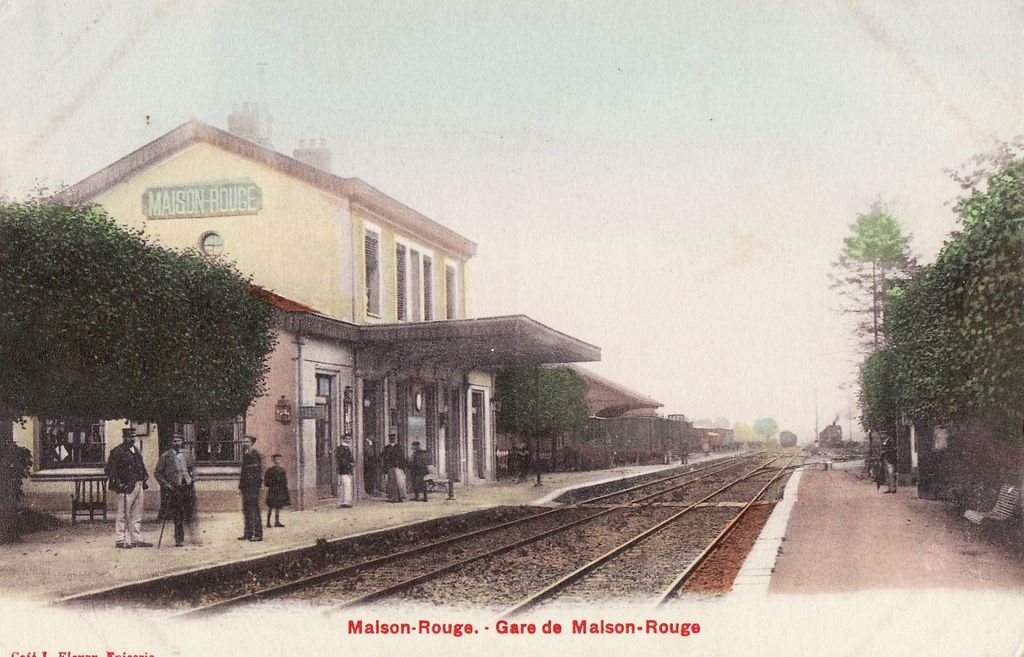
Bahnhof
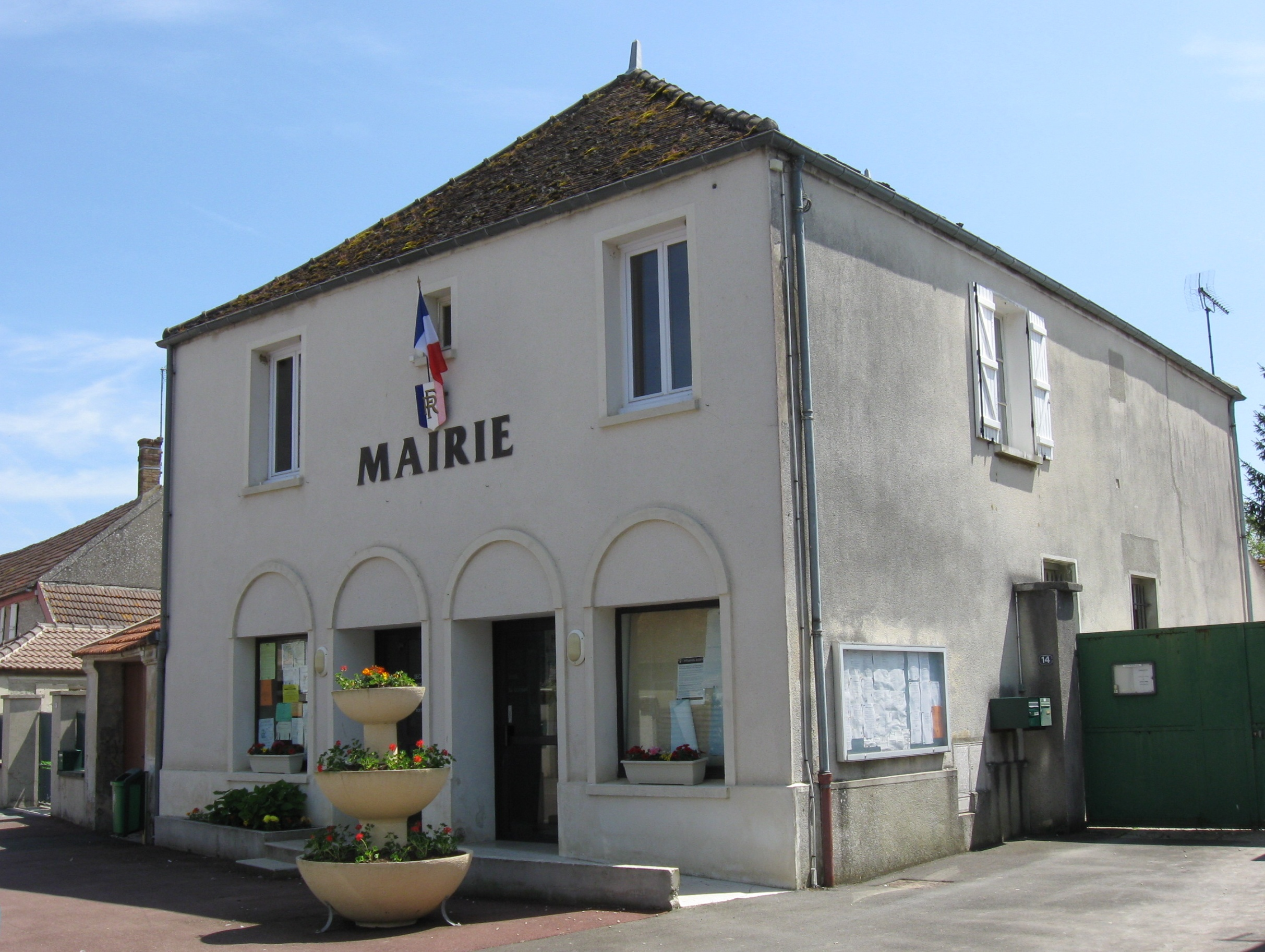
Mairie Maison-Rouge